# Иден (Мериленд)
Иден (енгл. Eden) насељено је место без административног статуса у америчкој савезној држави Мериленд.

## Демографија
По попису из 2010. године број становника је 823, што је 30 (3,8%) становника више него 2000. године.
| Група             | 2000.       | 2010.       |
| Белци             | 460 (58,0%) | 486 (59,1%) |
| Афроамериканци    | 305 (38,5%) | 281 (34,1%) |
| Азијати           | 1 (0,1%)    | 6 (0,7%)    |
| Хиспаноамериканци | 5 (0,6%)    | 23 (2,8%)   |
| Укупно            | 793         | 823         |